# 1235
1235 (MCCXXXV) fue un año común comenzado en lunes del calendario juliano.

## Acontecimientos
- En la primavera (abril-junio), 44 km al suroeste de la ciudad de Bamako (capital de la actual Malí), las fuerzas del príncipe Sundiata Keita (de Manden) derrotan a las de Sumanguru Kanté (de Sosso) en la batalla de Kirina, lo que garantiza la preeminencia del nuevo Imperio de Malí sobre el oeste de África.
- 8 de agosto: en las islas Baleares (a 80 km de la costa ibérica), la Corona de Aragón conquista el castillo de la villa de Ibiza, que se encontraba bajo posesión de los árabes desde hacía más de tres siglos (902). La población autóctona musulmana fue entonces deportada masivamente, tal como pasó en Mallorca y el Levante y se trajo a nuevos pobladores cristianos desde la ciudad de Gerona. Ibiza fue incorporada al recién fundado reino de Mallorca, dentro de la corona de Aragón.
- Asalto y saqueo de la actual San Fernando (Cádiz) por un ejército expedicionario cristiano que posteriormente la abandonará.

## Fallecimientos
- Beatriz de Suabia, hija de Felipe de Suabia, duque de Suabia y rey de Romanos. Reina consorte de Castilla por su matrimonio con Fernando III de Castilla. Madre de Alfonso X de Castilla, rey de Castilla.